# Petite Galerie
La Petite Galerie va ser una galeria d'art alternatiu de la ciutat de Lleida. Va tenir una vida relativament curta durant les acaballes del franquisme (1968-1976), i tanmateix es va distingir pel fet de ser una de les poques galeries catalanes consagrades a l'exhibició de l'art d'avantguarda. Va ser fundada per la secció local de l'Alliance Française, encapçalada pel seu director Jaume Magre, i els pintors Àngel Jové i Albert Coma Estadella.
Dins la seva trajectòria cal esmentar el 1969 la primera exposició de l'artista Antoni Llena. Potser la seva fita més transcendental (1971) va ser l'exposició conjunta de Joan Brossa, Guillem Viladot i Josep Iglésias del Marquet, considerada avui dia com el tret de sortida de la poesia visual catalana.
El 2009 la Sala Coma Estadella, una galeria d'art lleidatana, allotjà una exposició retrospectiva sobre La Petite Gallerie i les obres de Coma Estadella.

## Els inicis (1968-1969)
Jaume Magre va fundar l'Alliance Française de Lleida l'any 1955, un indret amb lligams ben estrets amb l'Institut Francès de Barcelona gràcies a l'amistat que unia Magre i Pierre Deffontaines, director d'aquesta última entitat. L'Alliance Française no fou només una escola de llengua francesa, sinó que des dels seus inicis es va erigir com un centre cultural, que organitzava i acollia tota mena d'activitats. Ara bé, el fet que els locals que ocupava (a l'antic carrer del Bisbe Huix, 2, 2n, actual carrer del Nord) no fossin prou espaiosos va comportar que les activitats de l'Alliance tinguessin lloc en diversos emplaçaments de la ciutat: al Círculo Medina tenien lloc les projeccions cinematogràfiques; mentre que les exposicions tenien lloc a les sales del Cercle de Belles Arts, de l'Institut d'Estudis Ilerdencs i la sala de conferències de la cambra de comerç.
El naixement de La Petite Galerie vingué propiciat per la publicació de l'Homenatge a la Flor de Paret, d'Àngel Jové, quelcom que
| «              | … ens semblà tan extraordinari que vam creure que s'havia de fer alguna cosa… | » |
| — Jaume Magre, |                                                                               |   |

En aquells anys, Lleida no disposava d'altres espais expositius que la sala de l'Institut d'Estudis Ilerdencs, i el Petit Homenatge a la Flor de Paret requeria un indret menys convencional. Les dependències de l'Alliance Française es disposava d'una sala que no s'emprava per impartir classes i que bé podria servir per acollir petites exposicions. Jaume Magre, Roser Ferran, Àngel Jové, Ton Sirera i Josep M. Riu decidiren adequar-la
| « | … amb un entusiasme absolut, com si en aquells moments intuïssin l'aventura que començava i que portaria a fer d'aquell petit espai un lloc amb nom propi i on els artistes més avantguardistes trobarien el lloc idoni per als seus experiments. […] La saleta […[ estava pintada d'un color verd força lleig, però […] el pintaren de blanc i hi col·locaren unes guies a la paret que el mateix Jové s'ingenià i una il·luminació prou decent. el que no tocaren en aquell moment, ans al contrari preservaren, foren les "tronades" rajoles del terra a les quals en una posterior exposició Àngel Jové destacà com una peça més. S'aconseguí així un espai idoni, volgudament marginal, per retre homenatge a la marginalitat. | » |
| — | |   |

Així doncs, el 6 de febrer de 1968 s'inaugurà l'exposició Petit Homenatge a la Flor de Paret amb els originals del llibre d'Àngel Jové a una sala de les dependències de l'Alliance Française de Lleida, que no s'emprava per impartir classes. Arran de les seves reduïdes dimensions, l'espai es va conèixer com La Petite Galerie. En un principi no s'havia previst que la iniciativa tingués continuïtat, però aquesta possibilitat prengué cos ben aviat, quan Ton Sirera va proposar exposar-hi una sèrie de retrats de personatges locals destacats d'aquell moment, i Alexandre Cirici va implicar-se en la programació i activitat de la sala, arribant a organitzar les dues exposicions que succeïren la de Sirera, les quals constituïren el cicle 2 Generacions de Pintura Catalana. Pierre Deffontaines també fou una peça important en l'arrencada de La Petite Galerie, suggerint possibles expositors i oferint itineràncies a la sala lleidatana d'exposicions organitzades per l'Institut Francès de Barcelona.
Una de les exposicions més destacades de la primera etapa de la Petite Galerie fou l'exposició de debut d'Antoni Llena, celebrada entre el 28 de maig i el 4 de juny de 1969.
| «               | Eren escultures fetes en paper, petites […] en realitat, jo estava començant alguna cosa que es deslligués de qualsevol connotació comercial; volíem fugir de tot el que és el mercat de l'art. Llavors jo feia escultures expressament en paper, era una mena de provocació dins el mercal de l'art, era la qüestió de com vendre una cosa que en el fons era molt feble… per això, el fet que una galeria de Lleida ens proposés d'exposar-hi va estar molt bé, va ser l'única que es va atrevir a exposar aquests tipus de propostes en un moment en què cap galeria volia córrer cap mena de risc. […] Per a mi va ser molt important […] i, a més, ho fèiem a Lleida. Això està molt bé, no era ni a Barcelona, ni a Madrid, sinó a Lleida, i està bé perquè jo crec que a tot arreu passa de tot, el que se n'assabentin o no ja és un altre problema. En aquell moment estaven passant a Lleida, d'una forma inconscient i despreocupada, coses que també estaven passant als Estats Units, Anglaterra, Berlín. Potser d'una manera molt modesta, però amb la mateixa intensitat. | » |
| — Antoni Llena, | |   |

## La Petite Galerie sota la direcció d'Albert Coma Estadella (1970-1976)
Durant els dos primers anys de vida de la sala, la programació tenia un caràcter marcadament espontani, sorgit de l'entusiasme dels col·laboradors i afins al projecte. A partir de 1970, les activitats acollides a La Petite Gallerie passaren a ésser fruit d'una programació anual, on s'aplicaven diversos criteris per prendre decisions i on, fins i tot, es dissenyaven uniformement els catàlegs de les mostres. Aquest fet coincidí amb el moment que Albert Coma Estadella prengué les regnes de La Petite Galerie.
Coma era amic de Jaume Magre, Roser Ferran i Àngel Jové, havia format part del Grup Cogul i del Cercle de Belles Arts. Per bé que no queda clar com es produí el relleu, en aquella època Jové s'instal·là a Barcelona i la seva vinculació amb la galeria perdé intensitat, compensada pel compromís de Coma. Aquest canvi de rumb es feu especialment visible en l'organització de les exposicions, programades anualment. Aquest canvi organitzatiu permeté que artistes d'arreu d'Espanya exposessin a La Petite Galerie, i que artistes locals menys coneguts —sovint alumnes de Coma al Cercle de Belles Arts— també tinguessin la seva oportunitat.
En aquells moments, la galeria havia esdevingut un indret conegut en els cercles d'artistes més avantguardistes, de tal manera que l'any 1971 s'hi celebrà la primera exposició de poesia visual del país, amb obres de Joan Brossa, Josep Iglésias del Marquet i Guillem Viladot. A més, en aquell moment, l'espai expositiu experimentà una reforma important, com si es tractés d'un símbol del canvi de direcció que prenia el projecte:
| «                        | … l'espai de la Petite Galerie, jo ja incloïa l'espai que havia utilitzat l'Àngel Jové… també el passaís, el rebedor i inclús (sic) incorporo l'espai d'una sala que hi havia pels grans que anaven a classe de francès. Aquest útil espai es continua utilitzant com a lloc de despatx, de conferències i com a classe […]. Un altre espai que no l'utilitzaven, que era la ciuna vella del pis… i llavors vam pensar de remodelar-la de forma senzilla, semblant a com havia fet a la Petite Galerie, així la vaig convertir en biblioteca: vam amagar els fogons a dintre (sic) i va quedar un espai molt bonic. El dia que es va obrir vaig fer com unes guies correderes de fusta, fixades a la paret perquè l'obra només tenia un format, estava pensat per muntatges i obra gràfica sobretot. […] per treure i posar l'obra entremig. Ho vam fer des d'un aspecte molt funcional, l'obra no anava ni emmarcada perquè el mateix vidre ja formava part de l'espai. […] Es tractava només de posar l'obra entre el vidre, ja que normalment es treballava amb uns formats determinats […]. El format era de 50x65, el mateix que el de Joan Miró… | » |
| — Albert Coma Estadella, | |   |

La galeria passà a tenir l'aparença d'una galeria convencional, per bé que es continuava negant un esperit lucratiu i s'apostava per una programació de caràcter alternatiu. L'espai esdevingué neutre, amb equipaments propis d'una sala d'exposicions que determinaren les característiques de les obres a exposar. La nova Petite Galerie s'inaugurà amb una exposició del mateix Coma, que havia estat un llarg període sense presentar obra a Lleida.

## Exposicions
Durant els 8 anys d'activitat, La Petite Gallerie acollí més de cinquanta exposicions.

### 1968
| Artista            | Exposició                                                                                          | Dates                  |
| ------------------ | -------------------------------------------------------------------------------------------------- | ---------------------- |
| Jové, Àngel        | Petit homenatge a la flor de paret                                                                 | 6-12 febrer 1968       |
| Sirera, Ton        | 11 retrats originals                                                                               | 5-12 març 1968         |
| Col·lectiva        | 2 generacions de pintura catalana                                                                  | 14-20 març 1968        |
| Col·lectiva        | 2 generacions de pintura catalana                                                                  | 21-31 març 1968        |
| Sirera, Ton        | Mostra de fotografies dels llibres Catalunya Visió                                                 | 20-29 abril 1968       |
| Col·lectiva        | París vu par Ernesto Ibáñez, Lluís Trepat, Albert Coma-Estadella, Víctor P. Pallarés et Ton Sirera | 29 abril - 5 maig 1968 |
| Llobet, Antoni     | Grafisme                                                                                           | 6-12 maig 1968         |
| Grenier, Madeleine | Pintura                                                                                            | 3-13 juny 1968         |
| Col·lectiva        | Dibuixos infantils                                                                                 | finals juny 1968       |
| Ibáñez, Rubén      | Dibuixos                                                                                           | 9-19 desembre 1968     |

### 1969
| Artista              | Exposició                                          | Dates                        |
| -------------------- | -------------------------------------------------- | ---------------------------- |
| Jové, Àngel          | Dibuixos                                           | 13-19 gener 1969             |
| Siré, Rosa           | Dibuixos                                           | 3-10 febrer 1969             |
| Domingo, Dolors      | Dibuixos i pintures                                | des del 24 de febrer 1969    |
| Deffontaines, Pierre | Dibuixos                                           | 12-20 abril 1969             |
| Sirera, Ton          | Mostra de fotografies dels llibres Catalunya Visió | a partir del 21 d'abril 1969 |
| Gubern, Sílvia       | Dibuixos                                           | 5-12 maig 1969               |
| Llena, Antoni        | Escultures de paper                                | 5-12 juny 1969               |
| Galí, Jordi          | Dibuixos                                           | a partir del 21 de juny 2969 |
| Col·lectiva          | Mostra de llibres infantils francesos              | 21-30 juny 1969              |

### 1970
| Artista                | Exposició                                         | Dates                       |
| ---------------------- | ------------------------------------------------- | --------------------------- |
| Coma Estadella, Albert | Obra gràfica 70                                   | 2-12 febrer 1970            |
| Jové, Àngel            | Instal·lació                                      | 16-27 febrer 1970           |
| Jené, Enric            | Fotografies                                       | 2-9 març 1970               |
| Irriguible, Leopoldo   | Pintures                                          | 14-21 març 1970             |
| Col·lectiva            | Exposició de reproduccions de l'Ecôle de Paris    | 23-30 abril 1970            |
| Col·lectiva            | II Exposició de reproduccuons de l'Ecôle de Paris | 13-20 maig 1970             |
| Aguadé, Carme          | Dibuixos i pintures sobre paper                   | 23-31 maig 1970             |
| de Sucre, Josep M.     | Exposició homenatge a Sucre                       | 8-15 juny 1970              |
| Marrot, Puente         | Dibuixos                                          | 2-9 novembre 1970           |
| Matisse, Henri         | Reproduccions de Matisse                          | des del 14 de desembre 1970 |

### 1971
| Artista                                                      | Exposició                                  | Dates                         |
| ------------------------------------------------------------ | ------------------------------------------ | ----------------------------- |
| Ruíz, Sáinz i Blanco, Ulises                                 | Gravats                                    | 28 desembre 1970-7 gener 1971 |
| Brossa, Joan, Iglésias del Marquet, Josep i Viladot, Guillem | I Exposició de Poesia concreta a Catalunya | a partir del 23 gener 1971    |
| Vallès, Jordi                                                | Pintures i Objectes                        | 13-27 març 1971               |
| Broto, José Manuel                                           | Pintures                                   | 3-11 maig 1971                |
| Sellès, Roser                                                | Instal·lació                               | 12-20 maig 1971               |
| Talamonte, José                                              | Pinturas                                   | 24-31 maig 1971               |
| Ripoll, Josep                                                | Pintures i objectes                        | 30 novembre - 9 desembre 1971 |
| Coma Estadella, Albert, Vallès, Jordi                        | Homenatge a Picasso                        | desembre 1971                 |
| Col·lectiva (organitzada per Jaume Magre i Roser Ferran)     | Homenatge a Marcel Proust                  | a partir del 20 desembre 1971 |

### 1972
| Artista                 | Exposició            | Dates               |
| ----------------------- | -------------------- | ------------------- |
| Vila, Todó              | Dibuixos             | 4 març 1972         |
| Pujol, Carles           | Dibuixos             | 21-31 març 1972     |
| Amat, Frederic          | 8 samarretes i...    | 4-12 abril 1972     |
| Cristòfol, Leandre      | Elements competitius | 20-30 abril 1972    |
| Trepat, Lluís           | Dibuixos             | 4-11 maig 1972      |
| AM Terrissaires         | Ceràmiques           | 25 maig 1972        |
| Garcia Sarramona, Manel | Estrats              | 8-17 juny 1972      |
| Lluch, Joan             | Joan72               | 19-27 desembre 1972 |

### 1973
| Artista                                                                 | Exposició                            | Dates            |
| ----------------------------------------------------------------------- | ------------------------------------ | ---------------- |
| Ansesa, Enric, Cutiller, Julià, Faixó Fusellas, Jaume i Casanovas, Joan | Quatre artistes gironins             | 15-23 gener 1973 |
| Ballester, Agustí                                                       | Dibuixos                             | 13 febrer 1973   |
| Valls, Manel                                                            | Dibuixos                             | 10-21 març 1973  |
| Falcón, José                                                            | Dibujos de cuaderno negro y grabados | 8-15 abril 1973  |
| Doblas, Miquel                                                          | Titelles                             | juny 1973        |

### 1974
| Artista     | Exposició            | Dates           |
| ----------- | -------------------- | --------------- |
| Jové, Àngel | Obra gràfica impresa | 14-23 març 1974 |

### 1975
| Artista          | Exposició              | Dates            |
| ---------------- | ---------------------- | ---------------- |
| Jové, Àngel      | Homenatge a Ton Sirera | 25 novembre 1975 |
| Megias, Fernando | Pintures               | 22 maig 1975     |

### 1976
| Artista                     | Exposició           | Dates                          |
| --------------------------- | ------------------- | ------------------------------ |
| Cristòfol, Leandre          | Formes consum       | 1-8 juny 1976                  |
| Gubern, Sílvia              | Visions quotidianes | 9-16 novembre 1976             |
| Jové, Jordi i Gassó, Xavier |                     | 22 novembre – 10 desembre 1976 |

## Commemoració
Amb motiu del 50è aniversari de La Petite Galerie (1968-1976) de l'Aliança Francesa, el Museu d'Art Jaume Morera dugué a terme durant el darrer trimestre de l'any 2018 un programa d'activitats commemoratiu que tingué com a acte central la celebració d'una jornada d'estudi i divulgació al voltant de la significació que va assolir aquest espai d'art contemporani alternatiu en el context de la Lleida i la Catalunya de postguerra.